# Maximiliaan-Hendrik van Horion
Maximiliaan-Hendrik-Hyacinthe graaf van Horion, heer van Colonster (1694 - 1759), was een Luiks geestelijke en politicus.

## Biografische schets
Maximiliaan-Hendrik van Horion was een telg uit het invloedrijke Luikse geslacht Van Horion. Als jongere zoon koos hij voor een geestelijke loopbaan. In 1710, al op 16-jarige leeftijd, werd hij seculiere kanunnik van het kathedrale kapittel van Sint-Lambertus in Luik, vanaf 1725 was hij tevens aartsdiaken van Kempenland. In 1744 werd hij proost in Maaseik en in 1748 proost van Sint-Lambertus.
Tijdens het bewind van prins-bisschop Johan Theodoor van Beieren (1744-1763) was Van Horion eerste minister van het prinsbisdom Luik. Omdat de prins-bisschop veel in het buitenland verbleef was De Horion de feitelijke machthebber.
In 1756 haalde hij, met toestemming van de prins-bisschop, Pierre Rousseau, hoofdredacteur van de Journal encyclopédique, naar Luik. Rousseau opende een drukkerij en uitgeverij in Luik, die hij drie jaar na dato alweer moest sluiten, na ingrijpen van de pauselijke nuntius.